# 薔薇に隠されしヴェリテ
『薔薇に隠されしヴェリテ』（ばらにかくされしヴェリテ）は、アイディアファクトリー（オトメイト）より2016年9月1日に発売されたPlayStation Vita用恋愛アドベンチャーゲーム。

## あらすじ
オーストリアのシェーンブルン宮殿にて皇女アントーニアの世話係として勤めている少女・リーゼ。家族とともに城勤めを果たすリーゼは5月16日、フランス王太子ルイ・オーギュストのもとへ嫁ぐこととなったアントーニアに国境付近まで同行することとなった。
国境までたどり着き、引き渡しの儀が始まろうとした時、アントーニアが突然の高熱で倒れてしまう。
そこでハプスブルク家に代々伝わる「身代わりの薬」を使い、リーゼはマリー・アントワネットに成りすましヴェルサイユ宮殿へ向かった。
アントワネットの体調が回復するまでの間、ヴェルサイユ宮殿で過ごしたリーゼはやがて役目を終え、帰国するまでパリで過ごすこととなる。
ヴェルサイユ宮殿、そしてパリでの新たな出会いを果たしたリーゼが迎える結末とは……？

## 登場人物

### 主要人物
リーゼ・フォルスター ※名前変更可能
16歳。158cm、47kg。趣味は読書。
本作の主人公で、シェーンブルン宮殿にて召使いをしている少女。父・母・姉の家族全員が城勤めをしている。
アントーニアの世話係で、彼女のわがままにいつも振り回されている。
幼い頃に出会ったフランス語の本がきっかけでフランス語に親しみ、独学で読み書き、会話を覚えた。
アントーニアが引き渡しの儀で倒れたことで「身代わりの薬」を使い、彼女が回復するまでヴェルサイユ宮殿で過ごすこととなる。
ルイ16世
声 - 白井悠介
17歳。172cm、64kg。趣味は狩り、錠前作り。
フランス王太子にして次期国王。常に淡々とした態度をしており、何事にも関心を示そうとしない。また自身を国王の器ではないと考えている。
フェルゼン伯爵
声 - 興津和幸
16歳。175cm、67kg。趣味は語学勉強。
スウェーデン出身の貴族。恋愛を楽しむ傾向があり、ヴェルサイユの婦人たちには誘いが絶えないほどの絶大な人気があるが実は一途な性格。ラファイエットとは親交がある。女性に関する記憶力に優れている。
ラファイエット侯爵
声 - 鳥海浩輔
21歳。178cm、69kg。趣味はアジアの美術品集め。
フランスの貴族にして軍人。芯の通った性格で正義感も強い。仕事に関したこととなると勘と洞察力が働くが、恋愛面では鈍感。フェルゼンと親交がある。
ロベスピエール
声 - 須嵜成幸
20歳。174cm、65kg。趣味は読書。
平民の大学生。弁護士を目指している。常に冷静沈着な頭脳派に見えるが、疑問を抱いたことには自身が納得するまで追求しようとする。ダントンとは知り合い。
ダントン
声 - うすいたかやす
19歳。179cm、68kg。趣味は料理。
平民の弁護士。ノリや勢いが良く、周囲を引っ張っていく性格。明るく情に厚いタイプで、パリで迷っていた主人公の手助けをしてくれる。
ロゼール伯爵
声 - 藤真秀
「身代わりの薬」を作り出した不老不死の錬金術師。
本作の隠し攻略対象。

### その他の人物
マリー・アントワネット
声 - 北川里奈
フランス王太子妃にして、次期フランス王妃。自由な気質でわがままな面が目立つが、世話係のリーゼを気に掛ける一面もある。
ルイ15世
声 - 鈴森勘司
フランス国王。ルイ16世と弟妹達の祖父。奔放で親しみやすい雰囲気を持つ。デュ・バリー夫人を公妾としている。後に天然痘を患い崩御する。
デュ・バリー夫人
声 - 仲村かおり
ルイ15世の公妾。娼婦から国王の公妾になったことに誇りを持っている。オーストリアから来たアントワネットが気に入らない。ルイ15世崩御後はベルサイユを後にし、修道院に入る。
マリア・テレジア
声 - 新田万紀子
オーストリアの女帝。厳格な性格でフランスへ嫁いだアントワネットを素行を心配し、叱咤する内容の手紙をよく送り付けている。アントワネットの回復後、帰国しようとしていた主人公に手紙で今後もフランスに留まり続けてアントワネットを見守り、有事には助力するよう命ずる。
メルシー伯爵(英語版)
声 - 東和良
オーストリア大使。生真面目で、忠誠心の強いタイプであるが、常に気苦労の絶えない人。よくアントワネットや主人公に小言を言う。
ヴェルモン神父
声 - 嵜本正和
フランス司祭にしてアントワネットの教育係。フランス語を覚える気が全くなかったアントワネットを理解し、彼女に語学を教えた。主人公にはよく助言をくれる。
プロヴァンス伯爵
声 - 浜添伸也
嫉妬深くいつも傲慢な態度を取るルイ16世の長弟。よく弟のアルトワ伯爵にからかわれているが、いつも共に行動をしている。
アルトワ伯爵
声 - 髙坂篤志
ルイ16世の次弟。家族思いでその場を楽しみ、物事を楽観して考える性格。よくプロヴァンス伯爵をからかっているが、いつも行動を共にする。
エリザベート王女
声 - 芝崎典子
ルイ16世の妹。やや忘れっぽく男勝りなところがあるが、明るく優しい性格。主人公やランバール夫人と親しくなる。
オルレアン公爵
声 - 南雲大輔
フランスの王族。野心家であり、ルイ16世を玉座から引きずり降ろすため、パレ・ロワイヤルにてアントワネットを中傷する。
ランバール夫人
声 - 小林眞紀
貴族ランバール家の未亡人。アントワネットの侍女。控えめで穏やかな性格。自身も他国から嫁いできた身のため、同じ境遇のアントワネットに親近感を抱いている。
ポリニャック夫人
声 - 後藤恵梨子
アントワネットがフォンテーヌブロー宮殿にて出逢った婦人。気に入られてアントワネットの侍女となり、年金の支給等の厚遇を受ける。華やかな美女。個性が対照的なランバール夫人とは同じ生年月日である。
ローアン枢機卿
声 - 志賀麻登佳
フランスの聖職者。枢機卿でありながら狩りを好むなど、その野蛮な姿勢からアントワネットに毛嫌いされている。
レオナール
声 - 内匠靖明
マリー・アントワネットの髪結師。女性のような口調で話し男性が好き。自分の中で男性ランキングを付けており、1位はダントン、8位はルイ16世である。ベルタンと親交がある。
ベルタン夫人
声 - 吉野七海
マリー・アントワネットのドレス担当のデザイナー。可愛いものを見ると興奮する性質だが、良識のある人物。観察眼に優れ、初対面の者の人となりを直感的に見抜く。男性の好みが似ているレオナールと親交がある。お気に入りの男性はロベスピエール。
サン・ジュスト
声 - 田丸篤志
議員志望の大学生。好きになった者への執着が半端ではなく、失恋して小説を本１冊書き上げる程。ロベスピエールを尊敬しているが故に彼に付きまとい、当初は疎まれていた。最終的には懐刀として従うようになる。
クロエ
声 - 福脇慶子
主人公、ロベスピエール、ダントンが宿泊するフォルタン・ホテルの女主人。夫とは死別している。主人公たちの母親的な存在。
ジョエル
声 - 尾崎未來
イングランドのロンドン出身。長い銀髪が特徴。ロゼール伯爵の屋敷にて暮らす少年。ロゼールを「マスター」と英語で呼ぶ。器用で何でもできる。4年後もその身体に成長は見られず、ロゼール伯爵曰く年を取らない病を患っている。
エルザ
声 - 石井ゆかり
ヴェルサイユ宮殿の召使い。赤毛に雀斑顔の少女。ランバール夫人に仕える。当初はロゼール伯爵に大病を患っていたところを拾われて助けられ主人公と同じ名前を与えられるが、混同を避けるため主人公から名前を変えてもらう。
ロゼールの屋敷に滞在していた僅かな期間で読み書きを習得できる程頭が良い。勘が鋭く機転も利く。

## スタッフ
- 企画・シナリオ・監修 - 高木亜由美
- 原画担当 - ユウヤ

## 主題歌
オープニングテーマ「un secret」
作曲・歌 - 霜月はるか / 作詞 - 日山尚 編曲 - myu
エンディングテーマ「夢の抜け殻」
作曲・歌 - 霜月はるか / 作詞 - 日山尚 編曲 - myu
エンディングテーマ「貴方の居る途」
作曲・歌 - 霜月はるか / 作詞 - 日山尚 編曲 - myu